# Lophochernes capensis
Lophochernes capensis är en spindeldjursart som först beskrevs av Beier 1947.  Lophochernes capensis ingår i släktet Lophochernes och familjen tvåögonklokrypare. Inga underarter finns listade i Catalogue of Life.